# Родеберг
Родеберг (нім. Rodeberg) — громада в Німеччині, розташована в землі Тюрингія. Входить до складу району Унструт-Гайніх.
Площа — 26,55 км2. Населення становить 2033 ос. (станом на 31 грудня 2021).